# Thomas J. Barton
Thomas J. Barton (* 1940 in Texas) ist ein amerikanischer Chemiker und Hochschullehrer. Er wirkt seit 1967 an der Iowa State University und ist dort seit 2012 emeritierter Professor. Sein wissenschaftlicher Schwerpunkt sind siliciumorganische Verbindungen, wobei er als jahrelanger Leiter des Ames Laboratory auch in anderen Bereichen tätig war. Barton ist an über 180 Publikationen beteiligt, erhielt eine Reihe von Auszeichnungen und war für das Jahr 2014 Präsident der American Chemical Society.

## Leben

### Werdegang
Thomas J. Barton wurde 1940 an der texanischen Golfküste geboren; seine Eltern waren Lehrer. Er begann ein  Chemiestudium an der Lamar University (als Teil des Texas State University System) und schloss dies 1962 mit dem Bachelor of Science ab. 1967 erlange er bei Merle Andrew Battiste den Ph.D. in organischer Chemie an der University of Florida und arbeitete in der Folge als Postdoc im Auftrag der National Institutes of Health an der Ohio State University. Noch im gleichen Jahr 1967 folgte Barton dem Ruf an die Iowa State University (ISU), um dort in Forschung und Lehre tätig zu sein. Unterbrochen wurde seine Zeit in Iowa von zwei wissenschaftlichen Austauschprogrammen (über die National Academy of Sciences in der Sowjetunion sowie über die NATO in Frankreich) und zwei Gastprofessuren in Japan sowie an der Universität Montpellier.
Barton wurde 1981 in die Redaktion der neu gegründeten Fachzeitschrift Organometallics berufen. Sie wird von der American Chemical Society (ACS) herausgegeben, deren Mitglied er seit 1963 ist. Neben seiner Tätigkeit an der Iowa State University war er von 1988 bis 2007 als Direktor des Ames Laboratory beschäftigt. In dem in Ames, Iowa ansässigen Labor, das dem Energieministerium der Vereinigten Staaten untersteht, sammelte Barton in diversen anderen Wissenschaften Erfahrung, so z. B. in Festkörperphysik, Materialwissenschaft oder Metallurgie. Mit diesen Erfahrungen übernahm er 1998 die Direktion des Institute of Physical Research & Technology an der ISU und war ein Jahr lang (2009) interimsweise Direktor des Iowa Energy Center.
2012 ging Barton in den Ruhestand, ist allerdings weiterhin als Emeritus an der ISU tätig. Für das Jahr 2014 wählte ihn die American Chemical Society zu ihrem Präsidenten.

### Wissenschaftliche Tätigkeit
Barton beschäftigt sich zeit seines Lebens mit der Erforschung siliciumorganischer Verbindungen, beispielsweise mit der Synthese von Silan-Polymeren. Zudem untersuchte er diese Polymere hinsichtlich ihrer (v. a. optischen) Eigenschaften. Am Ames Laboratory leitete er eine interdisziplinäre Forschung, die sich mit innovativen Materialien, neuen Energiequellen sowie Fragen der Umwelttechnik befasste.
Er ist an über 180 Veröffentlichungen sowie an 15 Patenten beteiligt.

### Ehrungen
Bereits 1975 erhielt er den Wilkinson Departmental Teaching Award sowie 1982 den Outstanding Teacher Award der ISU; beide für hervorragende Lehre. Für seine Leistungen im Bereich der siliciumorganischen Verbindungen verlieh ihm die ACS ebenfalls 1982 den Frederic Stanley Kipping Award in Organosilicon Chemistry. 
Barton ist zudem seit 1983 Research Fellow der britischen Royal Society of Chemistry und erhielt im Rahmen seiner Arbeit für das Ames Laboratory 1989 eine Auszeichnung für Outstanding Scientific Accomplishment in Materials Chemistry (dt.: herausragende wissenschaftliche Erfolge in Materialwissenschaft). 1995 ehrte ihn die ACS mit dem ACS Midwest Award, bevor ihm die ISU im Jahre 2010 den Award for Achievement in Economic Development in Iowa (dt.: Preis für Erfolge um die wirtschaftliche Entwicklung Iowas).

## Persönliches
Barton ist verheiratet und wohnt mit seiner Frau in Ames, Iowa.